# Eduard von Eyrl
Eduard von Eyrl (13. října 1806 Bolzano – 24. dubna 1874 Bolzano) byl rakouský šlechtic a politik německé národnosti z Tyrolska (respektive z Jižního Tyrolska), v 60. letech 19. století poslanec rakouské Říšské rady.

## Biografie
V době svého působení v parlamentu je uváděn jako svobodný pán, Eduard von Eyrl, statkář v Bolzanu.
Počátkem 60. let se zapojil do vysoké politiky. V zemských volbách roku 1861 byl zvolen na Tyrolský zemský sněm za kurii velkostatkářskou. Působil také coby poslanec Říšské rady (celostátního parlamentu Rakouského císařství), kam ho delegoval Tyrolský zemský sněm roku 1861 (Říšská rada tehdy ještě byla volena nepřímo, coby sbor delegátů zemských sněmů). 2. května 1861 složil slib.
Zemřel v dubnu 1874 po dlouhé nemoci.